# Acouchy's
De acouchy's of staartagoeti's (geslacht Myoprocta) zijn middelgrote knaagdieren uit de familie Dasyproctidae. Ze zijn kleiner dan de echte agoeti's, maar de acouchy's hebben in tegenstelling tot hun nauwe verwanten wel een staart die 5 tot 7 cm lang is. Acouchy's zijn dagactieve vruchteneters.

## Soorten
Er zijn twee soorten acouchy's, die beide in het Amazoneregenwoud leven:
- Myoprocta acouchy – Rode acouchy
- Myoprocta pratti – Groene acouchy